# Stijfsel
Stijfsel is een zetmeelproduct, veelal op basis van rijst of tarwe. Het vindt toepassing als stijf-, bind- en plakmiddel. Ook wordt het gebruikt ter verzorging van de huid.

## Gebruik

### Textiel
Wit linnen wordt vaak gesteven om het te beschermen tegen vuil en slijtage, ook wordt het steviger en kreukt het minder snel. Bij tafellinnen en damast zijn na stijven ook de ingeweven figuren en borduursels beter te zien. Hoe fijner het linnen, hoe gemakkelijker het  gesteven kan worden. 
Stijfsel wordt gemaakt door een hoeveelheid stijfselvlokken te mengen in kokend water waardoor een pap ontstaat. Door droog textiel in een stijfseloplossing te spoelen, vormt zich een laagje dat zorgt voor versteviging en bescherming van de vezels, ook kunnen kleuren opleven. Naargelang het strijkproces zorgt het voor soepeler of juist stijver textiel. De sterkte van de stijfseloplossing hangt af van de toepassing. Zo worden mutsen gedragen bij een klederdracht anders gesteven dan zakdoeken. 
Stijven van wasgoed gebeurt als het met stijfsel behandelde textiel wordt gestreken terwijl het nog vochtig is. Bij strijken na droging wordt het met stijfsel behandelde wasgoed extra soepel en zacht. Strijken gaat na behandeling gemakkelijker: het strijkijzer glijdt vlotter over het textiel. Bij de volgende wasbeurt lost het stijfsel op; hierdoor laat ook het vuil sneller los. 

### Voeding en verzorging
Stijfsel wordt ook gebruikt als bindmiddel voor soep en sauzen. Daarnaast kan het, bijvoorbeeld bij baby's, worden toegevoegd aan het badwater vanwege het positieve effect op een uitgedroogde huid, jeuk of blaasjes. In Italië verkoopt men voor dit doel zelfs stijfsel in de apotheek.

### Boekbinden
Van oudsher gebruiken boekbinders stijfsel, zowel voor het samenvoegen van genaaide katernen tot boekblok als bij het maken van de omslag met karton en kunstleer. In vroegere tijden werden boeken altijd samengesteld met stijfsel. Het in water oplosbare stijfsel wordt door restauratoren van oude boeken en andere papieren (kunst)objecten nog steeds gebruikt.

## Trivia
- Een Belgische producent van traditioneel stijfsel is het bedrijf Remy uit Leuven. Het produceert al sinds 1855 stijfsel voor huisgebruik.

Zie ook Bad Salzuflen. Ook in die Duitse stad stond vroeger een grote fabriek die stijfsel maakte en ook naar Nederland exporteerde.